# Цебуля, Иосиф
Ио́сиф Цебу́ля (пол. Józef Cebula OMI, 23 марта 1902[…], Гоголин, Опольское воеводство — 9 мая 1941, концлагерь Маутхаузен, Верхняя Австрия) — блаженный Римско-католической церкви, священник, монах, мученик. Входит в число 108 блаженных польских мучеников, беатифицированных римским папой Иоанном Павлом II во время его посещения Варшавы 13 июня 1999 года.

## Биография
После получения начального образования поступил в педагогическое училище в Ополе. В конце 1918 года заболел тяжёлой болезнью и был вынужден прервать обучение. После лечения Иосиф Цебуля продолжил своё образование в гимназии города Люблинец, которую закончил в 1921 году. Во время учёбы вступил в монашескую конгрегацию облатов Непорочной Марии. Новициат закончил 14 августа 1921 года. В 1922 году принял первые временные монашеские обеты. Из-за того, что монашеская конгрегация облатов не имела в то время своей духовной семинарии в Польше, Иосиф Цебуля был послан монашеским начальством получать теологическое образование в Льеж, Бельгия. Через год вернулся в Люблинец. 15 августа 1925 года он принял вечные монашеские обеты.
Иосиф Цебуля был рукоположён в священника 5 июня 1927 года епископом Аркадием Лисецким. После рукоположения остался в Люблинце, где преподавал в начальной семинарии и исполнял обязанности исповедника. В 1931 году его назначают настоятелем монастыря облатов в Люблинце, в 1936 году — ответственным за польскую провинцию монашеской конгрегации облатов.

## Мученичество
7 декабря 1939 года представитель немецкой оккупационной власти бургомистр фон Эган издал указ, в котором предписывалось на следующий день, 8 декабря, когда Католическая Церковь отмечает память Непорочного зачатия Девы Марии, убрать все придорожные статуи Богородицы. Иосиф Цебуля, как настоятель монастыря, не подчинился данному указу. 6 августа 1940 года Иосиф Цебуля вместе с другими священниками и монахами монастыря был арестован и интернирован в концентрационный лагерь в Щеглине, откуда он был освобождён через два дня и отвезён в Марковицы, где он находился на нелегальном положении, скрываясь от немецких властей у верующих. В монастырь он смог вернуться только в ноябре 1940 года. Немецкие власти ограничили Иосифу Цебуле возможность исполнять его пастырские обязанности в полной мере, разрешив ему служить святую мессу только по воскресеньям. Иосиф Цебуля не подчинился этому указу. Ежедневно он служил тайно ночью святые мессы, посещал больных и нуждающихся в отправлении таинств.
2 апреля 1941 года он был арестован за неподчинение немецким оккупационным властям и интернирован в концлагерь, находящийся возле города Иновроцлав. 18 апреля 1941 года его перевели в концентрационный лагерь Маутхаузен, где 28 апреля после пыток и издевательств он был застрелен охранником, якобы при попытке к бегству. Его тело сожгли в крематории.

## Прославление
13 июня 1999 года был беатифицирован римским папой Иоанном Павлом II вместе с другими польскими мучениками Второй мировой войны.
День памяти — 12 июня.